# Kabinett Tantzen II
Das Kabinett Tantzen II bildete vom 24. April 1945 bis zum 23. November 1946 die Landesregierung des Freistaates Oldenburg.
| Amt                                    | Name            | Partei |
| -------------------------------------- | --------------- | ------ |
| Ministerpräsident                      | Theodor Tantzen | FDP    |
| Stellvertreter des Ministerpräsidenten | August Wegmann  | CDU    |
| Inneres                                | August Wegmann  | CDU    |
| Wirtschaft und Finanzen                | Harald Koch     | SPD    |
| Kirchen und Schulen                    | Fritz Kaestner  | SPD    |